# Carlos Pineda (calciatore)
Carlos Enrique Pineda López (Tegucigalpa, 23 settembre 1997) è un calciatore honduregno, centrocampista dell'Olimpia.

## Statistiche

### Cronologia presenze e reti in nazionale
| Cronologia completa delle presenze e delle reti in nazionale ― Honduras | Cronologia completa delle presenze e delle reti in nazionale ― Honduras | Cronologia completa delle presenze e delle reti in nazionale ― Honduras | Cronologia completa delle presenze e delle reti in nazionale ― Honduras | Cronologia completa delle presenze e delle reti in nazionale ― Honduras | Cronologia completa delle presenze e delle reti in nazionale ― Honduras | Cronologia completa delle presenze e delle reti in nazionale ― Honduras | Cronologia completa delle presenze e delle reti in nazionale ― Honduras |
| Data                                                                    | Città                                                                   | In casa                                                                 | Risultato                                                               | Ospiti                                                                  | Competizione                                                            | Reti                                                                    | Note                                                                    |
| ----------------------------------------------------------------------- | ----------------------------------------------------------------------- | ----------------------------------------------------------------------- | ----------------------------------------------------------------------- | ----------------------------------------------------------------------- | ----------------------------------------------------------------------- | ----------------------------------------------------------------------- | ----------------------------------------------------------------------- |
| 5-9-2019                                                                | Tegucigalpa                                                             | Honduras                                                                | 4 – 0                                                                   | Porto Rico                                                              | Amichevole                                                              | -                                                                       |                                                                         |
| 10-9-2019                                                               | Tegucigalpa                                                             | Honduras                                                                | 2 – 1                                                                   | Cile                                                                    | Amichevole                                                              | -                                                                       | 46’                                                                     |
| 10-10-2019                                                              | Port of Spain                                                           | Trinidad e Tobago                                                       | 0 – 2                                                                   | Honduras                                                                | CONCACAF Nations League 2019-2020 - 1º turno                            | -                                                                       |                                                                         |
| 14-10-2019                                                              | San Pedro Sula                                                          | Honduras                                                                | 1 – 0                                                                   | Martinica                                                               | CONCACAF Nations League 2019-2020 - 1º turno                            | -                                                                       |                                                                         |
| 17-11-2019                                                              | San Pedro Sula                                                          | Honduras                                                                | 4 – 0                                                                   | Trinidad e Tobago                                                       | CONCACAF Nations League 2019-2020 - 1º turno                            | -                                                                       |                                                                         |
| 10-10-2020                                                              | Comayagua                                                               | Honduras                                                                | 1 – 1                                                                   | Nicaragua                                                               | Amichevole                                                              | -                                                                       | 50’ 76’                                                                 |
| 15-11-2020                                                              | Città del Guatemala                                                     | Guatemala                                                               | 2 – 1                                                                   | Honduras                                                                | Amichevole                                                              | -                                                                       | 62’                                                                     |
| 2-9-2021                                                                | Toronto                                                                 | Canada                                                                  | 1 – 1                                                                   | Honduras                                                                | Qual. Mondiali 2022                                                     | -                                                                       | 70’ 80’                                                                 |
| 5-9-2021                                                                | San Salvador                                                            | El Salvador                                                             | 0 – 0                                                                   | Honduras                                                                | Qual. Mondiali 2022                                                     | -                                                                       | 90+10’                                                                  |
| 8-9-2021                                                                | San Pedro Sula                                                          | Honduras                                                                | 1 – 4                                                                   | Stati Uniti                                                             | Qual. Mondiali 2022                                                     | -                                                                       | 45’                                                                     |
| 10-10-2021                                                              | Città del Messico                                                       | Messico                                                                 | 3 – 0                                                                   | Honduras                                                                | Qual. Mondiali 2022                                                     | -                                                                       | 75’                                                                     |
| 4-9-2023                                                                | Fort Lauderdale                                                         | Guatemala                                                               | 0 – 0                                                                   | Honduras                                                                | Amichevole                                                              | -                                                                       |                                                                         |
| 17-1-2024                                                               | Fort Lauderdale                                                         | Honduras                                                                | 0 – 2                                                                   | Islanda                                                                 | Amichevole                                                              | -                                                                       | 65’                                                                     |
| 26-3-2024                                                               | Houston                                                                 | El Salvador                                                             | 1 – 1                                                                   | Honduras                                                                | Amichevole                                                              | -                                                                       |                                                                         |
| 6-6-2024                                                                | Tegucigalpa                                                             | Honduras                                                                | 3 – 1                                                                   | Cuba                                                                    | Qual. Mondiali 2026                                                     | -                                                                       | 70’                                                                     |
| 16-6-2024                                                               | East Hartford                                                           | Honduras                                                                | 1 – 2                                                                   | Ecuador                                                                 | Amichevole                                                              | -                                                                       |                                                                         |
| 15-11-2024                                                              | San Pedro Sula                                                          | Honduras                                                                | 2 – 0                                                                   | Messico                                                                 | CONCACAF Nations League 2024-2025 - Quarti di finale                    | -                                                                       | 90+2’                                                                   |
| 21-6-2025                                                               | Houston                                                                 | Honduras                                                                | 2 – 0                                                                   | El Salvador                                                             | Gold Cup 2025 - 1° turno                                                | -                                                                       | 80’                                                                     |
| 24-6-2025                                                               | San Jose                                                                | Honduras                                                                | 2 – 1                                                                   | Curaçao                                                                 | Gold Cup 2025 - 1° turno                                                | -                                                                       | 76’                                                                     |
| 28-6-2025                                                               | Glendale                                                                | Panama                                                                  | 1 – 1 (4 – 5 dtr)                                                       | Honduras                                                                | Gold Cup 2025 - Quarti di finale                                        | -                                                                       | 65’                                                                     |
| 2-7-2025                                                                | Santa Clara                                                             | Messico                                                                 | 1 – 0                                                                   | Honduras                                                                | Gold Cup 2025 - Semifinale                                              | -                                                                       | 84’                                                                     |
| Totale                                                                  |                                                                         | Presenze                                                                | 21                                                                      |                                                                         | Reti                                                                    | 0                                                                       |                                                                         |

## Palmarès

### Club

#### Competizioni nazionali
- Campionato honduregno: 3

Olimpia: Apertura 2020-2021, Clausura 2020-2021, Apertura 2021-2022

#### Competizioni internazionali
- CONCACAF League: 1

Olimpia: 2022